# Elding
Elding (que significa raio em islandês) é um navio da Islândia que é equipado com um motor auxiliar elétrico, alimentado por hidrogênio obtido por meio de energia geotérmica, que é abundante na ilha. O barco realiza passeios para avistar baleias, as quais se aproximam mais do que o normal em relação a outras embarcações por causa do ruído e vibração reduzidos que o Elding produz.